# Новый Восток (село)
Новый Восток — исчезнувшее село в Ключевском районе Алтайского края. Входило в состав Петуховского сельсовета. Упразднено в 2003 г.

## География
Располагалось в 8 км к северо-востоку от села Макаровка.

## История
Основано в 1927 г, как отселок села Истимис. В 1938 году в составе Истимисского сельсовета Ключевского района.

## Население
| 1939 | 1959 | 1989 | 1994 | 2002 |
| ---- | ---- | ---- | ---- | ---- |
| 322  | ↗371 | ↘27  | ↘25  | ↘0   |